# Ричардс, Дакота Блю
Дако́та Блю Ри́чардс (англ. Dakota Blue Richards; род. 11 апреля 1994, Лондон, Англия) — английская актриса.

## Биография
Родилась в лондонском районе Южный Кенсингтон в семье социальной работницы Микаэлы Ричардс. Имя её отца публике неизвестно. Вскоре после рождения Дакоты её родители развелись, и Микаэла одна воспитывала дочь. Имя Дакота Блю девочка получила благодаря матери, которой хотелось, чтобы в имени сочетались название географического объекта и цвет — Дакота является местом обитания племени сиу, с которым Микаэла подружилась в течение года, проведённого в Америке, а Блю — прозвище отца Дакоты.
Вскоре после рождения дочери Микаэла с Дакотой переехали в Брайтон. Здесь Дакота окончила начальную школу апостола Павла, позже — школу Блэтчингтон Милл. В возрасте двенадцати лет дебютировала в главной роли девочки по имени Лира Белаква в фильме по первой части фантастической трилогии Филиппа Пулмана «Золотой компас» с Николь Кидман, Евой Грин и Дэниелом Крейгом (дальнейшие два фильма не были сняты). После успешного дебюта Дакота получила приглашение на главную роль (Мария Мерриуэзер) в фильм «Тайна Мунакра», а в 2011—2012 годах снялась в роли Франчески «Фрэнки» Фицджеральд в популярном британском сериале «Молокососы». В 2013 году вышел пятисерийный сериал «Свет и тень», где Дакота сыграла одну из главных ролей.

## Фильмография
| Год       |    | Русское название                | Оригинальное название     | Роль                           |
| --------- | -- | ------------------------------- | ------------------------- | ------------------------------ |
| 2007      | ф  | Золотой компас                  | The Golden Compass        | Лира Белаква                   |
| 2008      | ф  | Тайна Мунакра                   | The Secret of Moonacre    | Мария Мерриуэзер               |
| 2008      | тф | Девочка-находка                 | Dustbin Baby              | Эйприл                         |
| 2009      | ф  | За пять миль (короткометражный) | Five Miles Out            | Кэсс                           |
| 2011—2012 | с  | Молокососы                      | Skins                     | Франческа «Фрэнки» Фицджеральд |
| 2013—2013 | с  | Свет и тень                     | Lightfields               | Иви                            |
| 2013      | ф  | Изгиб                           | The Fold                  | Элоиза Эштон                   |
| 2014      | ф  | Тихий час                       | The Quiet Hour            | Сара                           |
| 2016—2018 | с  | Индевор                         | Endeavour (TV series 3-5) | констебль Ширли Трюлав         |
| 2018—2019 | с  | Поместье в Индии                | Beecham House             | Маргарет Осборн                |